# Classic Loire Atlantique 2007
La Classic Loire Atlantique 2007, ottava edizione della corsa e valida come evento dell'UCI Europe Tour 2007 categoria 1.2, si svolse il 23 marzo 2007 su un percorso di 182,5 km. Fu vinta dal francese Nicolas Jalabert, che giunse al traguardo con il tempo di 4h11'01", alla media di 43,62 km/h.
Partenza con 132 ciclisti, dei quali 77 conclusero la gara.

## Squadre e corridori partecipanti
| N.    | Cod. | Squadra                         |
| ----- | ---- | ------------------------------- |
| 1-8   | AGR  | Agritubel                       |
| 11-18 | AUB  | Auber 93                        |
| 21-28 | BAL  | Bretagne-Armor Lux              |
| 31-38 | RLM  | Roubaix-Lille Métropole         |
| 41-48 | AMO  | Amore & Vita-McDonald's         |
| 51-58 | NIP  | Nippo Corporation-Meitan Hompo  |
| 61-68 | CAL  | Calyon-Litespeed Pro Cycling T. |
| 71-78 | JAR  | Jartazi-Promo Fashion           |
| 81-88 | MST  | Moscow Stars                    |

| N.      | Cod. | Squadra                           |
| ------- | ---- | --------------------------------- |
| 91-98   | SPL  | CCC Polsat Polkowice              |
| 101-108 | RB3  | Rabobank Continental Team         |
| 111-118 | STO  | Storez-Ledecq Materiaux           |
| 121-128 | VBT  | Vision Bikes-Logstor              |
| 131-138 |      | CC Nogent sur Oise                |
| 141-148 | LPM  | La Pomme Marseille                |
| 151-158 |      | UC Nantes-Atlantique              |
| 161-168 |      | Súper Sport 35-AC Noyal-Châtillon |
| 171-178 |      | Vendée U                          |

## Ordine d'arrivo (Top 10)
| Pos. | Corridore        | Squadra       | Tempo    |
| ---- | ---------------- | ------------- | -------- |
| 1    | Nicolas Jalabert | Agritubel     | 4h11'01" |
| 2    | Jurij Trofimov   | Moscow Stars  | s.t.     |
| 3    | Piotr Zielinski  | Bretagne      | a 1"     |
| 4    | Geert Omloop     | Jartazi       | a 10"    |
| 5    | Niels Brouzes    | Auber 93      | s.t.     |
| 6    | Thom van Dulmen  | Rabobank Con. | s.t.     |
| 7    | Thierry David    | La Pomme Mar. | s.t.     |
| 8    | Andrej Kljuev    | Moscow Stars  | a 1'02"  |
| 9    | Olivier Pardini  | Storez-Ledecq | a 1'17"  |
| 10   | Jean-Luc Delpech | Bretagne      | s.t.     |